# Jacques Audiberti
Jacques Audiberti (n. 25 martie 1899 – d. 10 iulie 1965) a fost un poet, dramaturg și romancier francez, exponent de seamă al teatrului absurdului.

## Opera
- 1930: Imperiul și capcana ("L’Empire et la trappe")
- 1941 : Tone de sămânță ("Des tonnes de semence")
- 1938: Abraxas ("Abraxas")
- 1942: Măcelul ("Carnage")
- 1946: Quoat-Quoat ("Quoat-Quoat")
- 1947: Bântuie răul ("Le mal court")
- 1950: Stăpânul Milanului ("Le maître de Milan")